# Гершунівка
Гершунівка (рос. Гершуновка; рум. Gherșunovca) — село в Рибницькому районі в Молдові (Придністров'ї).
Згідно з переписом населення 2004 року у селі проживало 81,7% українців.